# Pentland Skerries

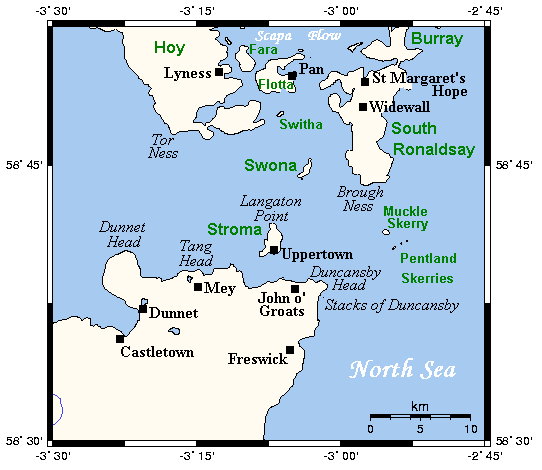
Karte

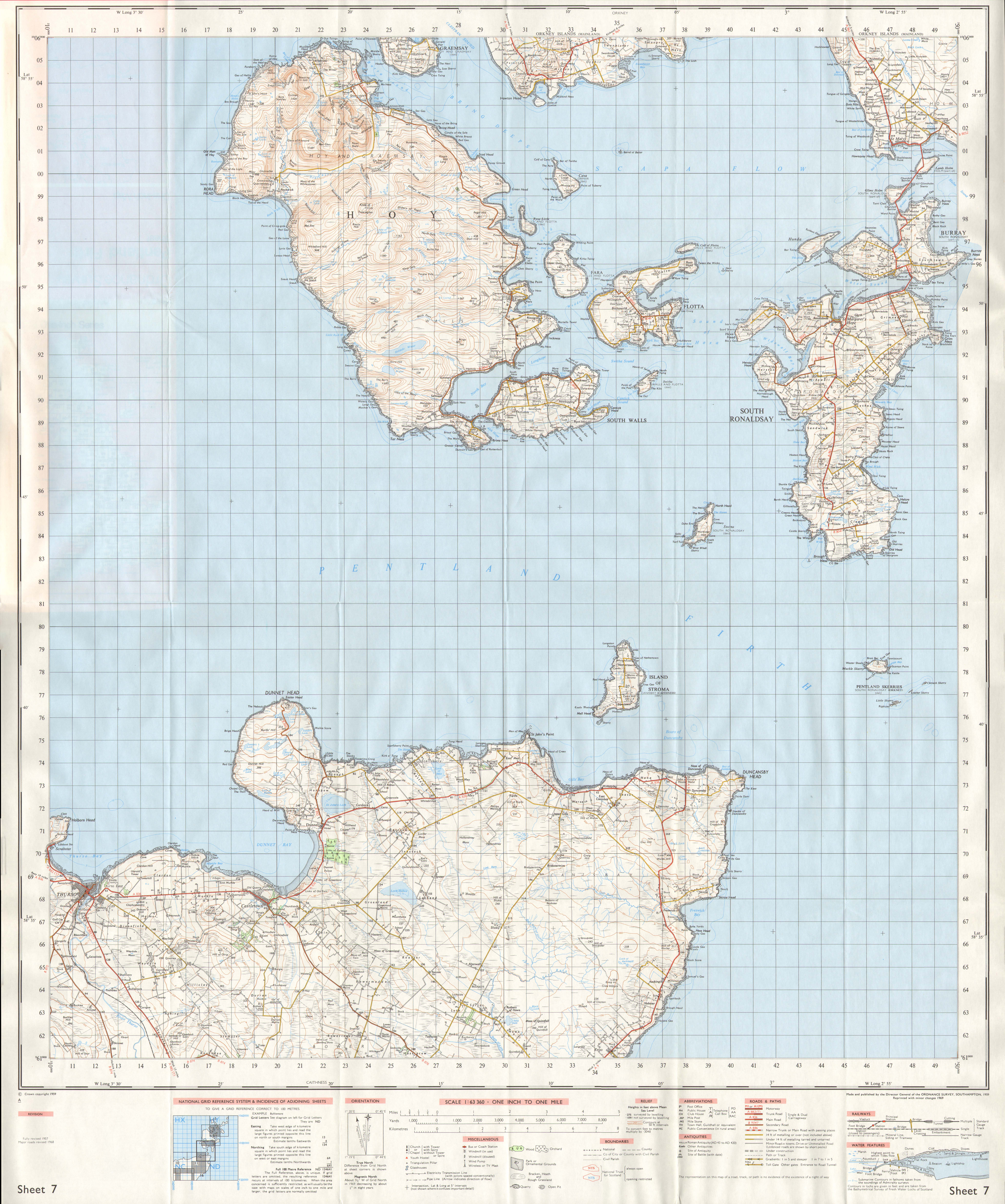
Ordnance-Survey-Kartenblatt (1959)

Die Pentland Skerries (altnordisch: Pettlandssker) sind eine Gruppe von vier unbewohnten Inseln im Pentland Firth mit einer Gesamtfläche von rund 50 Hektar. Es handelt sich um die südlichsten der Orkney-Inseln im Nordosten Schottlands. Die Skerries liegen dort rund sieben Kilometer nordöstlich der Festlandsspitze von Duncansby Head und fünf Kilometer südlich der bewohnten Insel South Ronaldsay.
Auf Muckle Skerry, der mit knapp 50 Hektar bei weitem größten der vier Inseln, befindet sich der Pentland-Skerries-Leuchtturm. die weiteren Inseln sind Little Skerry (drei Hektar, mit dem Wrack des Trawlers „Ben Barvas“), Louther Skerry (0,3 Hektar, mit dem Wrack der Medea) und Clettack Skerry (0,3 Hektar, mit dem Wrack der Hms Fiona).
Little Skerry ist die südlichste Insel der Orkney-Inseln.